# 1556年大彗星
1556年大彗星（The Great Comet of 1556，現代命名法稱為 C/1556 D1）是一顆彗星，首次出現在1556年2月，在歐洲大部分地區都有觀測到。2月底之前這顆彗星似乎在一些地方被看到，但直到3月第一週的中間才被普遍觀測到。它的表觀直徑等於月球的一半，據說尾巴類似於“火炬被風吹動時的火焰”。科尼利厄斯·海馬（海馬·弗里修斯之子）表示，這顆彗星首次出現時的頭部與木星一樣大，其顏色與火星相似。
1556年大彗星的軌跡是由神聖羅馬皇帝查理五世的宮廷數學家和醫生保羅·法布裏修斯觀測的。

## 查理五世彗星

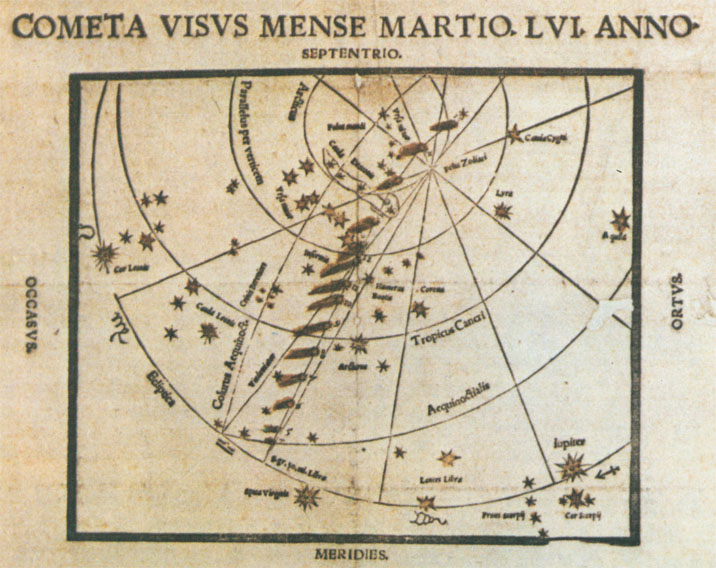
保羅·法布裏修斯的天文大圖紙，顯示了1556年大彗星的路線圖。

1556年大彗星也被稱為查理五世的彗星。當皇帝第一次看到它時，他目瞪口呆地站著，驚呼道：「通過這個可怕的跡象，我的命運召喚了我。」 查爾斯長期以來一直在思考征服後退出這個世界。他認為這顆彗星標示著上天的旨意，於是趕緊前往普拉森舍（Placentia）的聖尤斯特修道院。
一篇匿名的英文論文“熾熱的凝視”（1618年）談到這顆彗星如下：
|  | 在查理大帝的時代，出現了一顆熾熱的星星，在皇帝的沉思中，他的眼睛認真地盯著那顆星星，深思著，最後陷入了對這顆星星的意義的巨大驚訝中；並派了一位名叫埃吉納德的哲學家來和他討論這顆星星，最後說，它的出現確實威脅到了他的某種可怕的災難。 |

## 當代宗教解釋
1556年訪問廣州的葡萄牙多明尼加修士加斯帕·達·克魯茲將這顆彗星與毀滅性的1556年陝西地震聯繫在一起。在他於1569年出版的書中，他想知道這顆彗星是否不僅是中國的災難，也是整個世界的災難標誌：甚至可能是敵基督誕生的標誌。

## 據稱與1264年大彗星有關

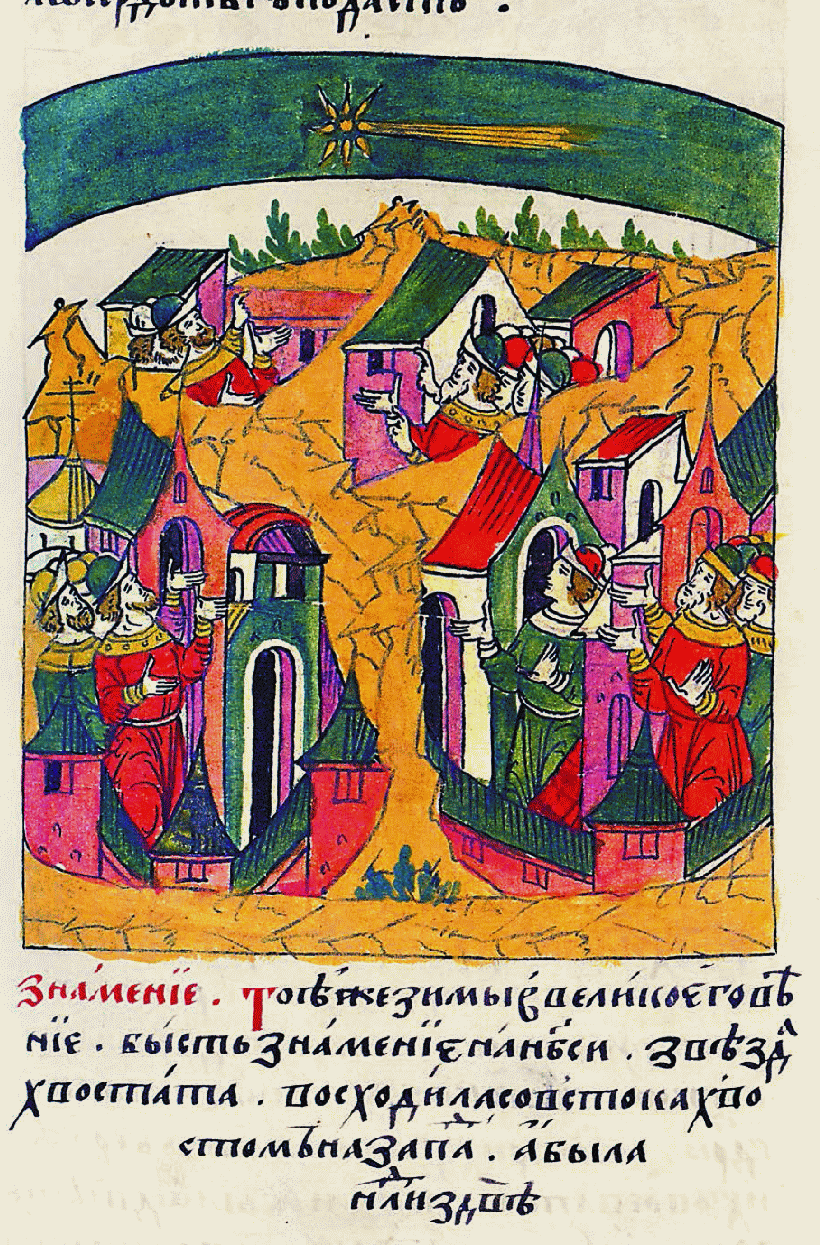
1556年冬季兩周內，在俄羅斯發現的一顆彗星恐怖伊凡編年史插圖。

約翰·羅素·欣德的計算基於從康拉德·利科斯滕斯圖表中推導出的元素，以及從舊記錄中收集的一些其它粗略數據，並將他獲得的結果與劍橋修士賈爾斯（Friar Giles）對1264年出現的大彗星的描述進行比較，得出的結論正如前一個世紀的理查德·鄧索恩一樣，查理五世的彗星是1264年彗星的回歸。無論如何，他發現有很大的概率支持他得出的結論，並認為這些年的主體是相同的。因此，他得出結論，回歸近日點可能是在19世紀中葉，即1848年至1850年。這一預測失敗了，截至2009年，沒有觀測到與這兩顆彗星的軌道元素相匹配的彗星。大衛·A·薩金特（David A. Sargent）寫道，現有證據表明1264年和1556年的彗星之間沒有關聯。

## 註解
- 本作品在其來源國以及其他期限是作者逝世後{{{X}}}年或以下的國家與地區屬於公有領域。
- 本作品在其來源國以及其他期限是作者逝世後{{{X}}}年或以下的國家與地區屬於公有領域。